# Gnathostomula mediterranea
Gnathostomula mediterranea är en djurart som tillhör fylumet käkmaskar, och som beskrevs av Wolfgang Sterrer 1970. Gnathostomula mediterranea ingår i släktet Gnathostomula och familjen Gnathostomulidae. Inga underarter finns listade i Catalogue of Life.